# Рагараджа

Рагараджа

Рагараджа (санскр. रागराज, кит. упр. 愛染明王, пиньинь Àirǎn Míngwáng, яп. 愛染明王, あいぜんみょうおう, «раджа страстей») — божество в буддизме Махаяна. Один из раджей мудрости. Оставил похоть и любовь для того, чтобы достичь просветления и стать Буддой.
Почитается в Тибете, Китае и Японии. В индийском буддизме культ этого божества, также как и письменные упоминания о нём, отсутствуют. В «Алмазной сутре» приводится его описание. Рагараджа изображается сидящим на лотосе на фоне красного солнечного диска с красной кожей, символизирующей похоть и любовь. Божество имеет три глаза, которые выражают гнев и неприязнь к страстям, разноцветные волосы, подвязаные верёвкой и увенчаные львиной короной, и шесть рук. Первая левая рука держит колокольчик с рукоятью в виде ваджры, а первая правая — саму ваджру. Вторая левая рука сжимает алмазный лук, а правая — стрелы. Третья правая рука держит цветок лотоса, которым собирается нанести удар. Иногда лук божества направлен в небо.